# Turbinellidae

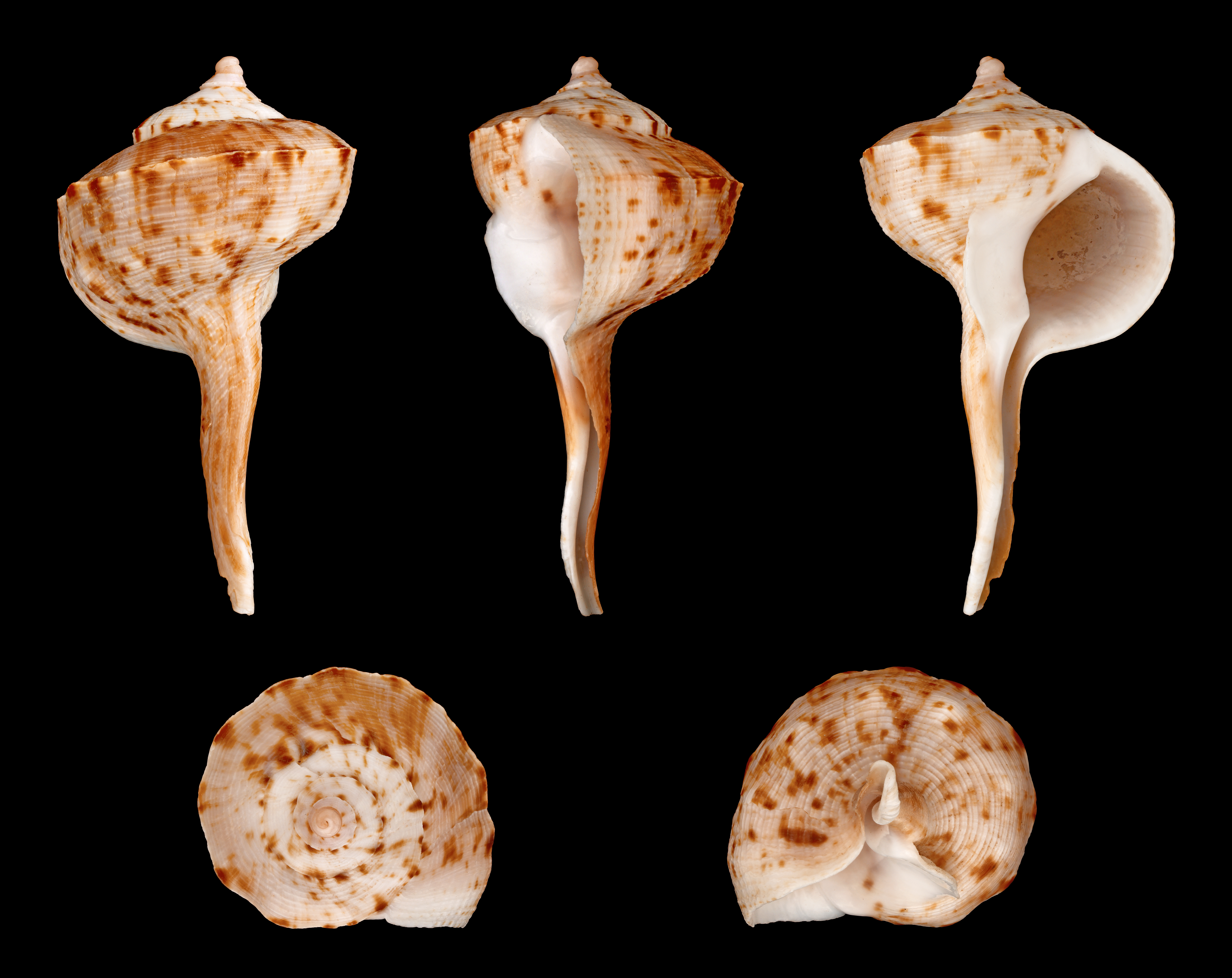
Unterfamilie Tudiclinae: Tudicla spirillus

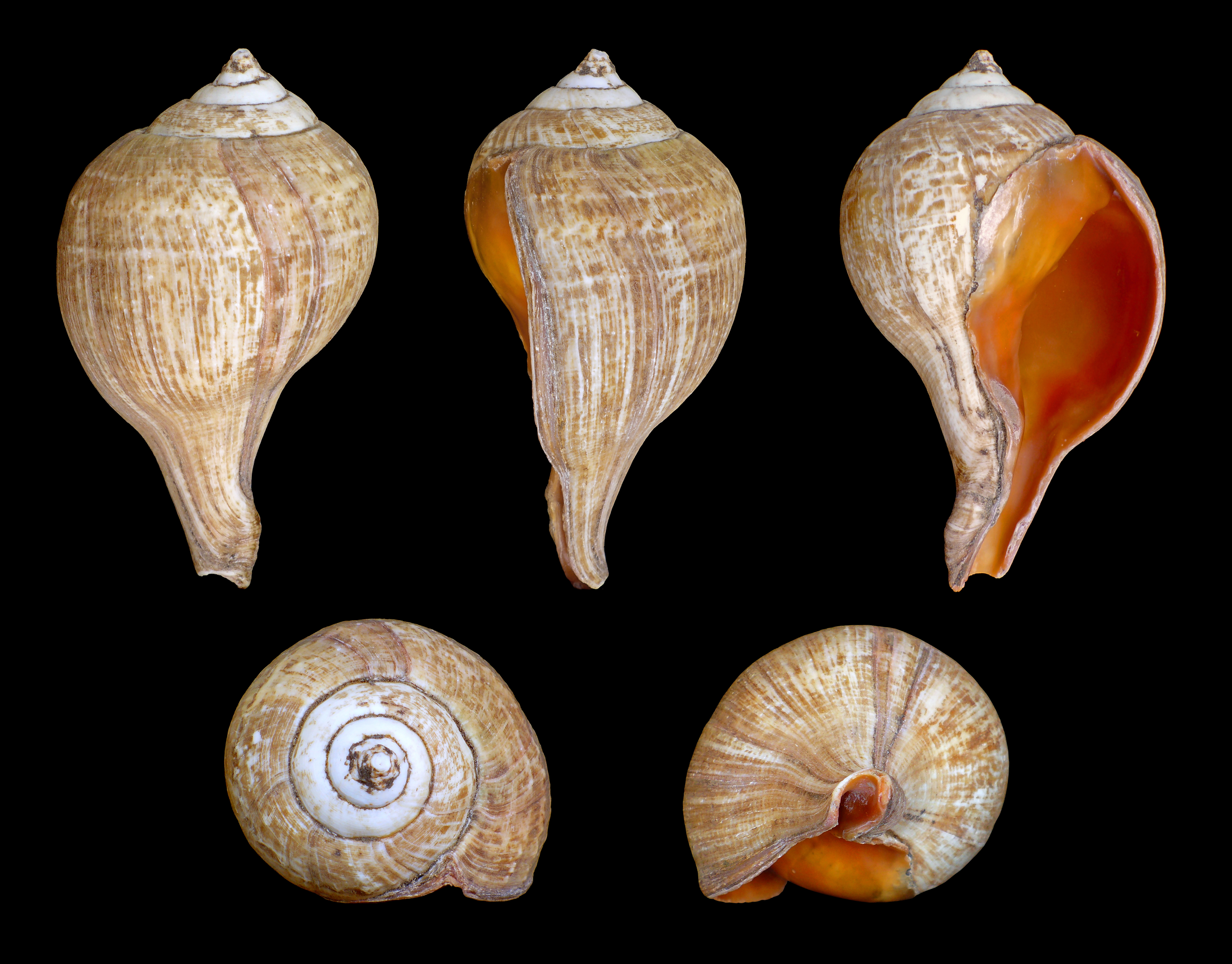
Unterfamilie Turbinellinae: Turbinella pyrum

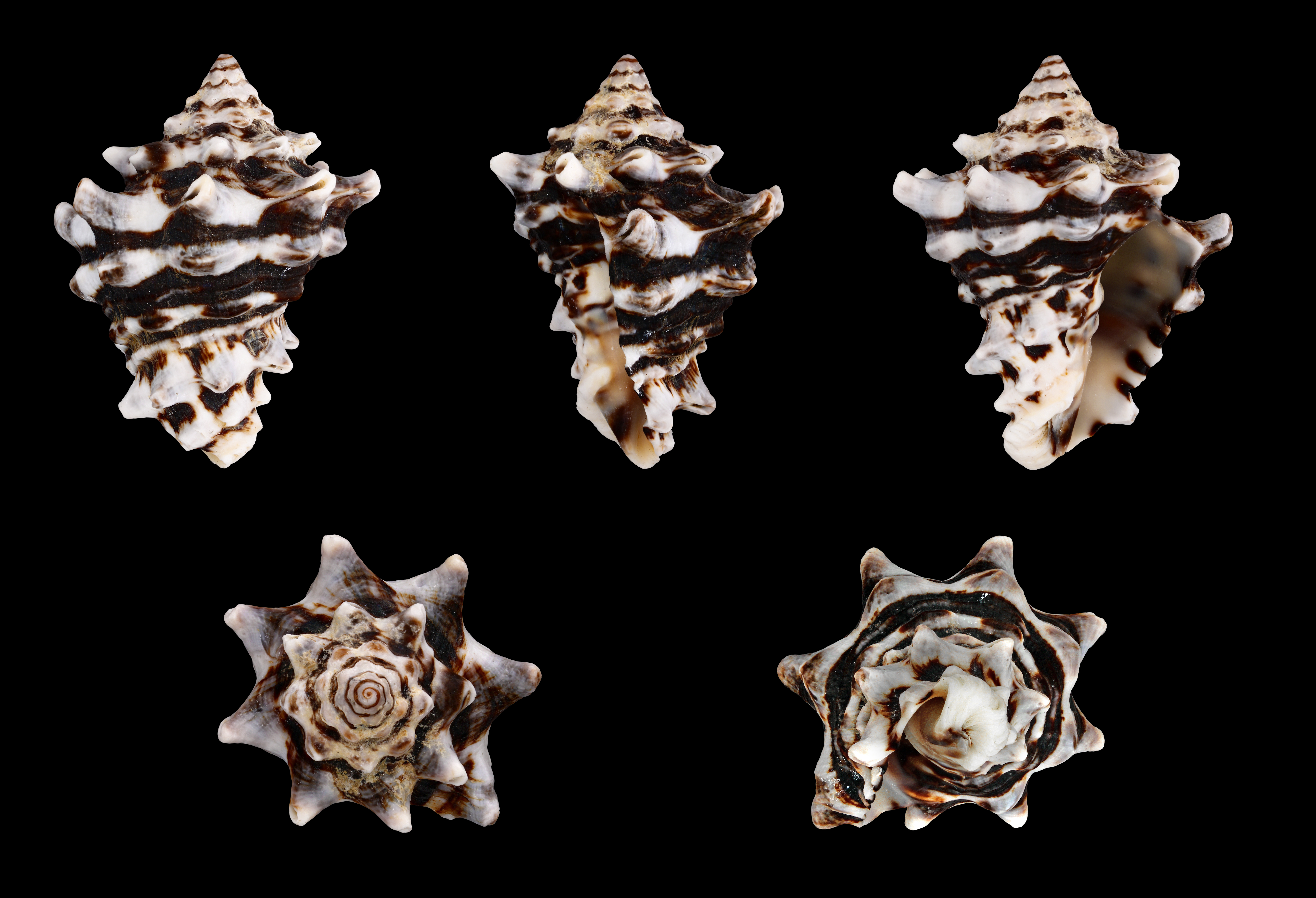
Unterfamilie Vasinae: Vasum turbinellus

Die Turbinellidae sind eine Familie meist großer bis sehr großer, ausschließlich mariner Schnecken, die weltweit in tropischen Weltmeeren vorkommen, meist im seichten Wasser, einige Arten auch in der Tiefsee. Die Vertreter der Familie sind Fleischfresser, die sich von Ringelwürmern und Spritzwürmern ernähren.

## Merkmale
Die dicken und schweren, doppelt konischen bis spindelförmigen Gehäuse der Turbinellidae haben einen kurzen bis langen Siphonalkanal und eine raue Oberfläche, oft mit Knoten und Stacheln, die schraubig verlaufen und in Richtung Apex ausgerichtet sind. Die innere Lippe der Gehäusemündung hat meist kräftige Falten. Die Columella kann glatt sein oder basal einige schraubige Falten aufweisen. Oft haben die Gehäuse rötliche Farbtöne. Das Operculum ist hornig, dick und auffällig krallenförmig mit einem endständigen Kern.
Die Schnecken haben einen kleinen Kopf mit einer langen Proboscis und Fühlern, an deren Basis außen die Augen sitzen. Der Fuß ist breit und vorn manchmal zweilappig.
Die Tiere sind getrenntgeschlechtlich mit innerer Befruchtung. Die Eier werden in Bändern oder Geflechten dicker Eikapseln abgelegt. Bei allen bisher dahingehend untersuchten Turbinellidae entwickeln sich die Embryonen in den Eikapseln zu fertigen Jungschnecken.

## Lebensweise, Vorkommen und Verbreitung
Die Turbinellidae sind weltweit in tropischen und subtropischen Meeren verbreitet. Sie leben im marinen Milieu auf Korallenriffen, Schotter oder Sand. Die Arten der Turbinellidae sind Fleischfresser, die sich überwiegend oder ausschließlich von Polychaeten und Spritzwürmern ernähren.
Zu den Turbinellidae gehören unter anderen die im Westatlantik lebende Turbinella angulata, an der Küste Brasiliens Turbinella laevigata, im Indopazifik die Echte Birnschnecke (Turbinella pyrum) und an der australischen Küste die Große Rüsselschnecke (Syrinx aruanus), die mit bis zu 91 cm Gehäuselänge die größte Schneckenart der Welt ist. Zur Gattung der Vasenschnecken (Vasum) gehören unter anderen die im Indopazifik verbreiteten Arten Vasum turbinellus und Vasum ceramicum, das an der Küste Ostafrikas lebende Vasum rhinoceros sowie in der Karibik Vasum muricatum und die mit bis zu 4 cm Gehäuselänge eher kleine Art Vasum globulus.

## Systematik
Nach Bouchet und Rocroi (2005) ist die Familie Turbinellidae eine von zwölf rezenten Familien in der Überfamilie Muricoidea. Sie unterteilen die Familie Turbinellidae in vier Unterfamilien:
- Columbariinae Tomlin, 1928
- Tudiclinae Cossmann, 1901
- Turbinellinae Swainson, 1835
- Vasinae H.Adams & A.Adams, 1853